# Desembarcament de Normandia
|  | Aquest article és sobre el primer dia de la Invasió de Normandia (el Dia D). Les operacions subseqüents estan cobertes a l'article Batalla de Normandia/Operació Overlord. Per l'ús de «Dia-D» com a terme general sobre militaria, veure l'article Dia D. |

Els Desembarcaments de Normandia van ser les primeres operacions de la invasió de Normandia aliada, també coneguda com a Operació Neptú i Operació Overlord durant la Segona Guerra Mundial. El Dia D de l'operació, posposat 24 hores per la pluja, esdevingué el 6 de juny de 1944, i l'Hora-H van ser les 6:30 AM. L'assalt va ser conduït en dues fases: un assalt aeri de tropes paracaigudistes britàniques, americanes i canadenques poc després de la mitjanit; i un desembarcament amfibi de la infanteria i les tropes blindades a la costa de França que va iniciar-se a les 06:30. Va requerir el transport de soldats i material des del Regne Unit mitjançant avions i naus de transport, llanxes de desembarcament, suport aeri, protecció naval del Canal de la Mànega i suport artiller naval. També es van portar a terme diverses accions de distracció contra la Kriegsmarine per evitar la seva intrusió a les zones del desembarcament.
L'operació va ser la major invasió amfíbia realitzada en un únic dia de tots els temps, amb més de 130.000 soldats desembarcats el 6 de juny de 1944. 195.700 homes de les diverses Marines i de la Marina Mercant hi van participar. El desembarcament tingué lloc en una franja de la costa normanda, situada entre l'estuari del Sena i la Península de Cotentin, dividida en 5 sectors: Utah, Omaha, Gold, Juno i Sword.

## Els exèrcits enfrontats

### L'orde de batalla aliat
A la Conferència Arcàdia, celebrada a Washington al desembre de 1941, el Regne Unit i els Estats Units van establir una estructura de comandament conjunta que hauria de mantenir-se fins al final de la guerra. Els caps del govern d'ambdues nacions es reuniren com a caps d'Estat Major delegant en cadascun dels seus caps suprems el control de les forces terrestres, navals i aèries dels seus respectius teatres d'operacions, independentment de la nacionalitat de cadascun. Al capdavant se situà al General americà Dwight Eisenhower, el paper principal del qual va ser exercir d'administrador d'una coalició formada principalment per estatunidencs i britànics, però també per canadencs, polonesos, francesos, holandesos, belgues i noruecs. El segon al capdavant era un aviador britànic, el Mariscal en Cap de l'Aire Sir Arthur Tedder, que posseïa una gran experiència en el desenvolupament de la cooperació de forces terrestres i aèries i assumí paral·lelament la responsabilitat de dirigir el suport aeri de l'operació. La Força Naval Expedicionària de la Royal Navy i de la Marina dels Estats Units (a més dels vaixells canadencs, polonesos, francesos i noruecs), estava sota les ordres de l'Almirall Sir Bertram Ramsay, i hauria de fer possible el transport de gairebé la totalitat de les tropes i els equips aliats a Normandia. El Comandant en Cap de la Força Aèria Expedicionària, Mariscal en Cap de l'Aire Sir Trafford Leigh-Mallory (també britànic) estava al capdavant de dues forces aèries tàctiques consistents principalment en caces bombarders: la 2a Força Aèria Tàctica de la RAF (del Mariscal de l'Aire neozelandès sir Arthur "Mary" Conningham) i la 9a Força Aèria estatunidenca del General Lewis H. Brereton. A més, es podria recórrer als avions de la Defensa Aèria de la RAF, així com als bombarders pesats estratègics de la RAF i de la 8a Força Aèria estatunidenca. En primera instància, tot el control de les forces terrestres a Normandia seria exercit pel General Sir Bernard Law Montgomery, fins que aquestes adquirissin una mida suficient per poder separar les tropes britàniques de les estatunidenques; i en aquell moment, el control tornaria a mans d'Eisenhower.
L'orde de batalla dels desembarcaments va ser aproximadament com segueix, d'est a oest:
- Quarter General Suprem Aliat de la Força Expedicionària (SHAEF)

- Comandant en Cap Suprem: General Dwight Eisenhower
- Segon Comandant en Cap Suprem: Mariscal en Cap de l'Aire Sir Arthur Tedder
- Cap de l'Estat Major: General Walter Bedell Smith
- Comandant en Cap de les Forces Terrestres: General Sir Bernard Law Montgomery
- Comandant de les Forces Navals: Almirall Sir Bertram Ramsay
- Comandant en Cap de la Força Aèria Expedicionària: Mariscal en Cap de l'Aire Sir Trafford Leigh-Mallory

#### Tropes britàniques
- 2n Exèrcit Britànic: Tinent General Miles Dempsey

- 6a Divisió Aerotransportada (Major General Richard Nelson Gale): llançada en paracaigudes i planadors a l'est del riu Orne per protegir el flanc esquerre. La divisió estava formada per 7.900 homes, incloent-hi un batalló canadenc.
- 1a Brigada de Serveis Especials (Brigadier Lord Lovat): formada per les unitats de Comando 3, 4, 6 i 45 (RM). Van desembarcar a Ouistreham, al sector Queen Red de la platja Sword (el sector més oriental). El Comando 4 va ser reforçat amb tropes franceses del Comando 10 (interaliat).
- I Cos (Tinent General John Crocker): va desembarcar a Sword Beach, entre Ouistreham i Lion-sur-Mer.

- 3a Divisió d'Infanteria (Major General Tom Rennie)
- 27a Brigada Blindada
- 41è de Comando (RM): part de la 4a Brigada de Serveis Especials, que van desembarcar a l'extrem occidental de Sword Beach
- 3a Divisió d'Infanteria canadenca (Major General Rodney Keller), que va desembarcar a Juno Beach entre Saint-Aubin-sur-Mer i Courseulles-sur-Mer.
- 2a Brigada Blindada canadenca
- 48è de Comando (RM)
- 46è de Comando (RM): part de la 4a Brigada de Serveis Especials, que van desembarcar a Juno per escalar els penya-segats a la riba oest de l'estuari de l'Orne i destruir una bateria (el foc de la bateria es demostrà insignificant, i el 46è quedà en reserva, desembarcant el D+1)

- XXX Cos (Tinent General Gerard Bucknall): consistent en 25.000 homes que van desembarcar a Sword Beach, entre Ouistreham i Lion-sur-Mer.

- 50a Divisió d'Infanteria (Northúmbria) (Major General Douglas Alexander Graham)
- 8a Brigada Blindada (Brigadier Bernard Cracroft)
- 47è de Comando (RM) al flanc occidental de Gold Beach
- 79a Divisió Cuirassada (Major General Sir Percy Hobart), que disposava de les Hobart's Funnies, uns tancs especialitzats per a la neteja de mines, recuperació i tasques d'assalt.

En total, el 2n Exèrcit consistia en 83.115 soldats (61.715 d'ells britànics). A més de les unitats de combat britàniques i canadenques, també participaren francesos al 10è de Comando i 8 oficials australians van unir-se en qualitat d'observadors als britànics. El suport aeri i naval nominalment britànic incloïa un gran nombre de tripulacions de totes les nacions aliades, incloent-hi diversos esquadrons de la RAF formats íntegrament per tripulacions estrangeres.

#### Tropes estatunidenques
- Primer Exèrcit Estatunidenc: Tinent General Omar Bradley

- V Cos (Major General Leonard Gerow): que va desembarcar 34.250 a Omaha Beach, entre Sainte-Honorine-des-Pertes i Vierville-sur-Mer.

- 1a Divisió d'Infanteria (Maj. Gen. Clarence R. Huebner)
- 29a Divisió d'Infanteria (Major General Charles H. Gerhardt)
- El 2n i el 5è Batallons de Rangers a Pointe du Hoc (el 5è es dirigí a Omaha)

- VII Cos (Major General J. Lawton Collins): consistent en 23.250 homes desembarcant a Utah Beach, entre Pouppeville i La Madeleine (Nord).

- 4a Divisió d'Infanteria (Major General Raymond O. Barton)
- 359è RCT de la 90a Divisió d'Infanteria (Major General Manton S. Eddy)

- 101a Divisió Aerotransportada (Major General Maxwell D. Taylor) que saltà sobre Vierville-sur-Mer per donar suport al desembarcament a Utah
- 82a Divisió Aerotransportada (Major General James Gavin) que saltà sobre Sainte-Mère-Église per protegir el flanc dret.

El total, el Primer Exèrcit comptabilitzava aproximadament uns 73.000 homes, incloent-hi 15.500 de les divisions aerotransportades.

### Orde de batalla alemany
La xifra de soldats a disposició de l'Alemanya Nazi arribà al seu punt màxim el 1944. A l'època del Dia-D, hi havia 157 divisions alemanyes a la Unió Soviètica, 6 a Finlàndia, 12 a Noruega, 6 a Dinamarca, 9 a Alemanya, 21 als Balcans, 26 a Itàlia i 59 a França, Bèlgica i els Països Baixos. Però aquestes xifres no són del tot certes, perquè segons els registres alemanys, el personal de moltes d'aquestes divisions rondava un escàs 50% a la primavera de 1944. Per un altre costat, gràcies a la complicació burocràtica instigada per Hitler dins de la Wehrmacht per tal d'intensificar el seu control polític, aquesta no semblava tant les Forces Armades d'una única potència, sinó més aviat una aliança en la qual els seus membres funcionaven conjuntament amb bastant menys eficàcia que els seus enemics (el Mariscal von Rundstedt, tot i que era el comandant de les Forces de l'oest, observaria posteriorment que la seva única autoritat real era la que exercia sobre els sentinelles que hi havia a la reixa del seu quarter general).
Per un altre costat, a la primavera de 1944 la supremacia naval aliada era tal que, llevat d'alguns atacs amb torpedineres i submarins, la Kriegsmarine no va exercir cap mena de paper a la Batalla de Normandia. El control de tota l'aviació de la zona de l'OB Oest requeia sobre la Luftflotte 3 del mariscal Sperrle, la qual responia directament a les ordres de Göring. A més, la Luftwaffe exercia un control directe sobre tota la força antiaèria, incloent-hi els canons FlaK de 88mm, de valor incalculable per a l'exèrcit pel seu doble paper com a armes antiaèries i antitanc. Göring controlava tanmateix els subministraments i recanvis de totes les forces de la Luftwaffe destinades a França, incloent-hi les divisions paracaigudistes, les divisions d'invasió antiaèria i les divisions de camp de la Luftwaffe. A més existien les Waffen-SS, l'exèrcit particular de Himmler, que si bé nominalment al terreny d'operacions es trobaven subordinades a la Wehrmacht, comptaven amb les seves pròpies cadenes de comandament i de subministrament.
- Comandament de l'Exèrcit Oest: Generalfelfmarschall Gerd von Rundstedt
- Comandant del Grup d'Exèrcits B: Generalfelfmarschall Erwin Rommel

- Setè Exèrcit: Generaloberst Friedrich Dollman

- LXXXIV Cos: General der Artillerie Erich Marcks

- 243a Divisió d'Infanteria (Generalleutnant Heinz Hellmich): protegia la zona occidental de la península de Cotentin.
- 352a Divisió d'Infanteria (Generalmajor Dietrich Kraiss): era una de les divisions a la zona millor entrenada i equipada, defensant la zona entre Bayeux i Carentan (incloent-hi la zona d'Omaha Beach). Va ser formada al novembre de 1943 amb les restes de la 321a Divisió, que havia estat destruïda a la Unió Soviètica.
- 709a Divisió d'Infanteria (Generalleutnant Karl von Schlieben): defensava la costa la zona oriental i septentrional de la península de Cotentin, incloent-hi la zona de Utah Beach. Aquesta divisió incloïa alemanys que no eren considerats vàlids pel servei actiu al Front Oriental (normalment per motius mèdics), així com per soldats de diverses nacionalitats (originaris dels països conquerits, sovint reclutats a la força; o els antics presoners de guerra soviètics que preferien lluitar pels alemanys davant les dures condicions dels camps de presoners)
- 711a Divisió d'Infanteria (Generalleutnant Josef Reichert): defensava la zona occidental del País de Caux
- 716a Divisió d'Infanteria (Generalleutnant Wilhelm Richter): defensava la punta oriental de les zones de desembarcament, incloent-hi la major part de les platges canadenques i britàniques. Igual que la 709a Divisió, estava parcialment formada per unitats d'ex-presoners de guerra soviètics.
- 91a Divisió de la Luftwaffe (Generalmajor Wilhelm Falley): era una divisió d'infanteria, entrenada i equipada per poder ser traslladada per aire. Estava situada a l'interior de la Península de Cotentin, incloent-hi les zones de salt paracaigudistes americanes.
- 21a Divisió Panzer (Generalmajor Edgar Feuchtinger): desplegada a la rodalia de Caen, com a reserva mòbil del Grup d'Exèrcits B. No obstant això, Rommel la situà tan a prop de les defenses costaneres que, en cas de invasió, diverses de les seves unitats d'infanteria i d'artilleria passarien a estar sota les ordres de les divisions de les fortaleses, reduint així la fortalesa efectiva de la divisió.
- Unitats d'artilleria costanera:
- 30a Brigada Mòbil (Oberstleutnant Freiherr von und zu Aufsess)

- 12a Divisió Panzer SS Hitlerjugend (SS-Brigadeführer Fritz Witt): destinada als voltants de Dreux, entre París i Caen, sent la primera unitat de les Waffen-SS que va entrar en acció a Normandia

- Luftflotte 3: Generalfelfmarschall Hugo Sperrle

#### El Mur Atlàntic
Entre els aliats i l'Eix hi havia la frontera natural del Canal de la Mànega, una travessia que durant la història havia evitat els atacs de l'Armada Invencible espanyola i de la Marina Imperial de Napoleó Bonaparte. Per obstaculitzar els esforços d'invasió, Hitler, mitjançant la seva Directiu 51, ordenà la construcció del Mur Atlàntic. Creient que qualsevol intent de desembarcament arribaria amb les marees altes, Rommel va fer que tot el Mur fos fortificat amb torretes de tancs i filferro espinós, així com que se sembressin milions de mines per detenir les llanxes de desembarcament (això va fer que el desembarcament es programés en un moment de marees baixes). El sector que va rebre l'atac estava protegit amb 4 divisions.

#### Les reserves blindades
Les mesures defensives de Rommel també van frustrar-se per una disputa sobre la doctrina blindada. Juntament als seus dos grups d'exèrcits, von Rundstedt també comandava el Grup Panzer Oest del General Leo Geyr von Schweppenburg (usualment citat simplement com a von Geyr). Aquesta formació era, nominalment, la força blindada i mòbil de von Rundstedt, però hauria de ser anomenada 5è Exèrcit Panzer i traslladada cap a Normandia. Von Geyr i Rommel no estaven d'acord sobre el desplegament i l'ús d'aquestes vitals divisions panzer.
Rommel era conscient que els aliats tenien una total superioritat aèria que podria desbaratar els seus moviments. Per tant, proposava que les formacions blindades fossin desplegades ben a prop de les zones d'invasió. Tal com deia, era millor tenir una divisió Panzer encarant als invasors el primer dia que no pas 3 divisions panzers 3 dies després, quan els aliats ja haurien consolidat una zona de desembarcament. Pel seu costat, von Geyr argumentava la doctrina habitual segons la qual les formacions Panzer havien d'estar concentrades en una posició central als voltants de París i Rouen, i que fossin desplegats en masse contra la zona de desembarcament aliada principal un cop aquesta hagués estat identificada.
La discussió arribà fins a Hitler, perquè fos ell qui ho decidís; però com era habitual, imposà una solució de compromís que no acontentava a ningú. Només se cediren 3 divisions panzer a Rommel, massa poc per cobrir tots els sectors amenaçats. La resta (incloent-hi el I.SS-Panzerkorps de l'Oberstgruppenführer "Sepp" Dietrich) nominalment sota control de von Geyr, serien denominats Reserva de l'OKW, de les quals només 3 estaven desplegades suficientment a prop per intervenir immediatament contra qualsevol invasió al nord de França, mentre que les altres 4 estaven dispersades pel sud de França i pels Països Baixos. A més, Hitler es reservava per a si mateix l'autoritat per moure les divisions de la reserva de l'OKV, la qual cosa seria fatal: el 6 de juny, diversos comandants de tropes panzer no podien moure's a causa del fet que Hitler no havia els concedit la seva autorització, i el seu estat major no el va voler despertar per fer-li saber les notícies de la invasió.

## Els plans d'ambdós bàndols

### Alemanya
Com que els alemanys no tenien un únic comandant suprem al front occidental, tampoc no comptaven amb un pla unificat per rebutjar als invasors. Adolf Hitler creia que els aliats atacarien per la ruta més curta, la del pas de Calais, tot aprofitant la bonança de finals de juny o inicis de juliol. Com a comandant del Grup Panzer Oest, el general Leo Geyr von Schweppenburg volia mantenir les seves divisions cuirassades a l'interior per a poder llançar un contraatac sobre els aliats quan aquests avancessin. El mariscal von Rundstedt, el seu superior com a Comandant de l'Oest, donava suport a aquesta estratègia, destinada a mantenir una defensa flexible. Però aquesta estratègia era totalment oposada a la que defenia el Comandant del Grup d'Exèrcits B, el mariscal Rommel, qui opinava que l'única possibilitat alemanya era rebutjar la invasió des de les mateixes platges i en les primeres 24 hores, atès que el domini total de l'aire per part dels Aliats, qualsevol mena de moviment de tropes seria altament costós i complicat.
| « | Cregui'm, Lang, les primeres vint-i-quatre hores de la invasió seran decisives... Del seu resultat dependrà el destí d'Alemanya... Tant pels Aliats com per Alemanya, serà el dia més llarg El Mariscal Rommel al seu ajudant, 22 d'abril de 1944 | » |

### Els Aliats
El Quarter General del COSSAC, predecessor del SHAEF portava estudiant el problema des de maig de 1943. L'estratègia clàssica recomanava travessar el pas de Calais, però precisament era on les defenses del Mur Atlàntic mostraven la seva major fortalesa i on es trobaven estacionades fins a 17 divisions del XV Exèrcit; per tant, es decidí atacar per Normandia, defensada només per 11 divisions pertanyents a l'VII Exèrcit.
Qualsevol possibilitat d'èxit depenia de poder desembarcar prou homes i subministraments abans que els alemanys poguessin reforçar el seu front, i això depenia no només d'una eficaç administració, sinó de dos factors addicionals: el primer consistia en un pla de desorientació a gran escala (l'Operació Fortitude) per convèncer els alemanys que les forces del SHAEF tenien una potència del doble del que era en veritat; i el segon factor era la total superioritat aèria. El gener de 1944, el Mariscal de l'Aire Leigh-Mallory anuncià un pla destinat a fer que tots els aparells disponibles ataquessin la xarxa ferroviària francesa: així es dificultaria el moviment de les tropes alemanyes cap als fronts de batalla i es forçaria a la Luftflotte 3 a defensar les línies ferroviàries, entrant així en una guerra de desgast que no podien permetre's. Tant el Comandament de Bombarders de la RAF com la 8a Força Aèria americana es van mostrar contràries a abandonar l'estratègia de bombardeigs de les ciutats alemanyes, i no va ser fins al 15 d'abril quan Eisenhower finalment aconseguí el control dels bombarders pesats.
El pla de batalla va ser ideat pel general Montgomery, finalitzant en una assemblea general del SHAEF el 15 de maig: els britànics i canadencs desembarcarien a l'est de Normandia, a les platges amb nom clau Gold, Juno i Sword, a l'estuari del riu Orne, mentre que els americans ho farien a l'oest, a les platges Utah i Omaha, situades a l'estuari del riu Vire, iniciant des d'allà la penetració: els britànics pressionarien en direcció a la plana de Caen-Falaise, amenaçant en trencar les línies direcció París a través de la ruta més directa amb els americans cobrint els seus flancs i la rereguarda. Però aquesta ruptura no seria més que un ardit, perquè quan els alemanys s'haguessin reforçat per prevenir-la, els americans tombarien cap a l'oest per assegurar els ports de la Bretanya, que juntament amb el de Cherburg atorgarien als Aliats una poderosa base logística des d'on llançar la següent etapa. Llavors, els 4 exèrcits aliats es dirigirien cap a l'est avançant en un ampli front que evitaria que els alemanys poguessin llançar atacs als flancs.
Ja des d'un bon inici, tant Eisenhower com Montgomery opinaven que el pla d'assalt original del COSSAC era massa feble sobre un front massa estret. Per tant, s'afegiren dues divisions d'infanteria i una d'aerotransportada a les 5 que figuraven al pla original, i el front s'ampliava de 56 a 80 km. Però aquesta ampliació comportà un nou problema: no hi havia prou llanxes de desembarcament (se'n requerien unes 4.500). Eisenhower amplià la seva armada a expenses de la campanya d'Itàlia del general Alexander i retardà la data d'invasió fins al juny per beneficiar-se de la producció de transports de desembarcament un mes més.

## La meteorologia
Tota l'operació descansava sobre un element totalment imprevisible: el temps. Només uns quants dies de cada mes eren aptes pel llançament de la invasió, i això era perquè es requeria lluna plena i unes marees apropiades: la lluna per poder il·luminar les marques de navegació per a les tripulacions dels avions i planadors i la segona per tenir una baixamar que ajudés a una navegació segura sobre els obstacles defensius disposats pels alemanys a les platges; a més, els desembarcaments que tindrien lloc durant el dia també requerien una marea baixa que havia de ser abans que es fes fosc. El Comandant Suprem Aliat, General Eisenhower, havia triat el 5 de juny com la data per l'assalt. La major part del maig havia gaudit d'un bon temps, però aquest es deteriorà a inicis de juny: el 4 de juny, les condicions eren impossibles per llançar l'assalt, amb uns vents de 50 km per hora i unes onades de més de 2 metres que impossibilitaven llançar cap mena d'assalt contra la costa, així com núvols baixos que amagaven els objectius als avions. Els combois de tropes van haver de quedar-se a la costa sud d'Anglaterra per passar la nit.
En aquelles condicions semblava totalment possible que tot hagués de ser cancel·lat i que les tropes haguessin de tornar als seus campaments, perquè si el temps no millorava, no es tornaria a donar la conjunció dels factor fins al juliol. A més s'havien de tenir presents moltes altres consideracions: tot el mecanisme de l'operació requeria llargues hores de llum de dia i bona visibilitat per identificar les platges, perquè les forces navals i aèries localitzessin els seus objectius, i per reduir el perill de col·lisió quan prop de 5.000 vaixells comencessin a maniobrar gairebé un de costat amb l'altre a la badia del Sena. A més, es necessitava que el mar estigués tranquil, ja que una mar agitada faria marejar les tropes, inutilitzant-les abans que posessin els peus a terra. A més, es requeria un vent baix que bufés cap a terra, perquè s'esvaís el fum dels bombardeigs sobre la platja. I finalment, es requerien 3 dies més de bon temps per permetre una ràpida organització d'homes i subministraments. A més a més, el retard de l'operació podia comportar un nou problema, perquè semblava impossible que més de 200.000 homes poguessin restar tancats en vaixells, zones d'embarcament i aeròdroms sense que es filtrés el secret; o que els avions de reconeixement de la Luftwaffe localitzessin la flota i, per tant, els alemanys poguessin reorganitzar-se.
Cap a les 9 de la nit del 5 de juny se celebrà una reunió vital entre Eisenhower, els caps superiors del SHAEF i els seus caps d'estat major. El cap de meteorologia d'Eisenhower, el Capità de Grup J.M. Stagg informà que hi hauria una breu treva en el temps pel dia 6. El General Montgomery i el cap d'Estat Major d'Eisenhower, General Smith, volien procedir amb la invasió, mentre que els Mariscals en Cap de l'Aire Tedder i Leigh-Mallory es mostraven reticents i, en darrer lloc, l'Almirall Ramsay creia que les condicions podrien ser les favorables. Finalment, Eisenhower ordenà que procedís la invasió.
| «                    | Estic completament segur que hem de donar l'ordre... No m'agrada, però és així... No crec que es pugui fer cap altra cosa. | » |
| — General Eisenhower | |   |

Pel seu costat, el Primer Ministre Churchill, que havia treballat amb la seva energia habitual per l'Operació Overlord, i que fins i tot havia intentat anar ell mateix en un cuirassat de la Royal Navy per presenciar les operacions, li digué a la seva dona: T'adones que quan demà t'aixequis del llit potser hauran mort 20.000 homes?
Mentrestant, els alemanys, veient les pobres condicions atmosfèriques (que eren pitjors a França que no pas al canal) no veien possible que la invasió pogués tenir lloc durant els dies següents. Les tropes no van ser posades en alerta, i molts alts oficials estaven de permís de cap de setmana: el mateix mariscal Rommel va marxar a Ulm, Alemanya, per celebrar l'aniversari de la seva esposa; a més del fet que dotzenes de comandants de divisió, regiment i batalló van marxar a Reims per participar en uns jocs de guerra. El despropòsit arribà al punt en què el dilluns 5, mentre que la força d'invasió començava a llevar les àncores, l'estat major de Rommel no informà de l'existència del menor indici d'una invasió imminent, tot i que va admetre que no s'havien realitzat vols de reconeixement sobre cap port britànic, llevat del de Dover; mentre que els vaixells i avions situats davant del cap d'Antifer començaven a transmetre i a saturar els radars alemanys, s'ordenava al 15è Exèrcit que es preparés per rebutjar l'enemic que s'apropava al Pas de Calais.

## La coordinació amb la Resistència Francesa
Les diverses faccions i circuits de la Résistance van ser inclosos al pla d'Overlord. A través d'un quarter general amb seu a Londres, que, suposadament, representava a tots els grups de la Resistència, l'Etat-major des Forces Françaises de l'Interieur (EMFFI), l'Executiva d'Operacions Especials britànica orquestrà una campanya de sabotatges en massa que ocuparia a diversos grups, amb atacs a les vies del ferrocarril, emboscant carreteres o destruint els cables de telèfon o d'electricitat.
A més de les tasques ordenades a la Résistance com a part de l'esforç de la invasió, l'Executiva Especial d'Operacions planejà reforçar la Résistance amb 3 enllaços, sota l'Operació Jedburgh. Aquests enllaços coordinarien i arreglarien els llançaments de subministraments als grups de Maquis a les zones de rereguarda alemanya. També operant darrere de les línies alemanyes, i sovint treballant braç a braç amb la Résistance (tot i que no sota el SOE), hi havia grans grups de la brigada del Servei Aeri Especial, compostos per unitats britàniques, franceses i belgues.
La Résistance va ser alertada de què havia arribat el moment de portar a terme totes les missions que se li havien encomanat mitjançant "missatges personals" transmesos per la BBC en el seu servei en francès per a Londres. Dels centenars de missatges que eren transmesos amb regularitat, només alguns eren realment significatius. La idea d'utilitzar aquests missatges com una forma de posar en alerta els grups de la Resistència perquè entressin en acció es remuntava a 1942, i era un procediment senzill: la xarxa de la Résistance designada rebia dues frases clau. Si la primera d'elles es transmetia el dia 1 o 15 del mes, volia dir que la xarxa assignada havia de posar-se en situació durant els propers 15 dies; amb la transmissió de la segona, significava que es produiria un atac dins de les properes 48 hores i que la xarxa havia d'acomplir les missions assignades anteriorment; i si la segona frase no es transmetia en els 15 dies, l'alarma quedava suspesa.
Entre tot el batibull de missatges sense sentit transmesos per la BBC a les 21:00 CET del 5 de juny es van transmetre frases absurdes com: Les carottes sont cuites (Les pastanagues estan cuinades), John a de longue moustache (Joan té un bigoti llarg), Demain la melaze deviendra cognac (Demà la melassa donarà conyac) o La Guerre de Troie n'aurà pas lieu (La Guerra de Troia no tindrà lloc). Un parell d'aquests missatges sovint és pres com una crida general a les armes per la Résistance. Uns dies abans del Dia-D, es va transmetre el primer vers del poema de Paul Verlaine Chanson d'automne: "Les sanglots longs des violons de l'automne". La nit del 5 es va transmetre el segon vers ("Blessent mon coeur d'une langueur monotone"), que significava que l'atac era imminent. Entre la resta de missatges transmesos, dos d'ells donarien pas als atacs de la Resistència: Il fait chaud a Suez (Fa calor a Suez), que donaria pas al "Pla Verd", el sabotatge de les línies i el material ferroviari; i Les dés sont jetés (S'han llençat els daus), que donaria pas al "Pla Vermell", la tallada de fils elèctrics i cables telefònics.
El Mariscal von Rundstedt ho veia tot com un estratagema psicològic, per tal de crispar els nervis dels alemanys i desgastar als soldats amb falses alarmes, motiu pel qual ordenà als seu Estat Major que oblidés els missatges, pronunciant una frase que passaria a la història: "Els Aliats no anunciaran la seva arribada per la BBC". Josef Götz, cap de la secció de senyals del servei d'intel·ligència alemany (el SD) a París, havia descobert el significat de la transmissió del segon vers de Verlaine. Pel seu costat, l'Oberstleutnant Hellmuth Meyer, oficial d'intel·ligència del 15è Exèrcit i director del servei de contraespionatge del front d'invasió, va escoltar el primer vers la nit de l'1 de juny, interceptada pel sergent Walter Reichling. Llavors, Meyer informà el cap de l'Estat Major del Quinzè Exèrcit, Majorgeneral Rudolf Hofmann, que informà a l'OKW; però el generaloberst Jodl no donà l'ordre d'alerta (suposà que ja ho havia fet Rundstedt, i aquest creia que ho havia fet Rommel). El missatge es tornà a emetre el 2 i 3 de juny.
La secció de l'Oberstleutnant Meyer interceptà el segon missatge i interpretà (correctament) que volia dir que la invasió era imminent o que ja estava en marxa, però hi havia hagut una alerta similar un mes abans, quan els aliats van començar amb els preparatius finals de la invasió i van alertar a la Résistance: el SD havia donat una falsa alarma. Cap a un quart d'onze de la nit, Meyer es dirigí a veure al general Hans von Salmuth, comandant del Quinzè Exèrcit, que es trobava jugant al bridge amb oficials del seu Estat Major, i ordenà que el 15è Exèrcit es posés en alerta, per continuar jugant a cartes tranquil·lament. Pel seu costat, no es donà l'alerta al Setè Exèrcit.

## L'activitat naval

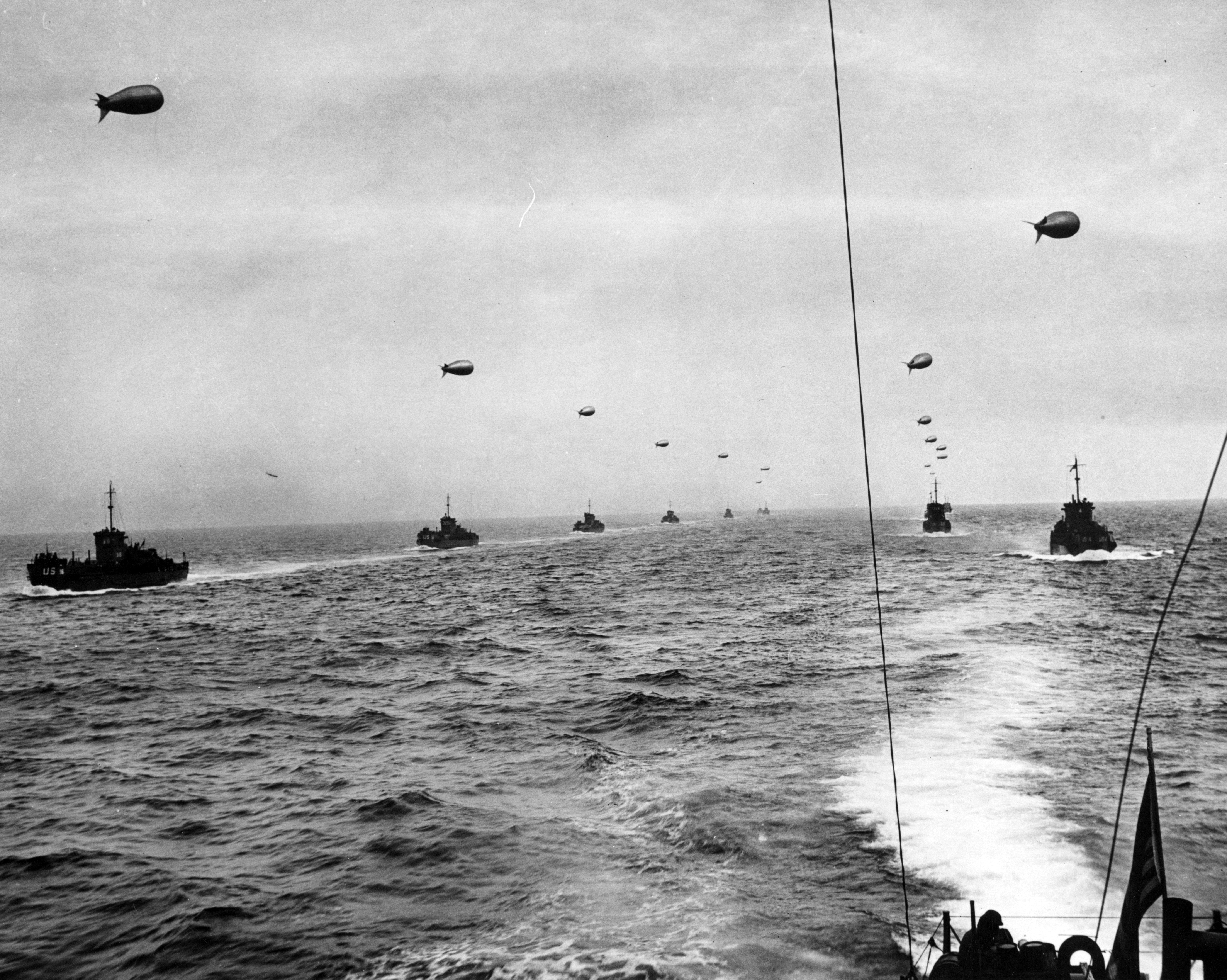
Un comboi de llanxes de desembarcament travessa el Canal el 6 de juny de 1944.

La Flota d'Invasió de què es disposava per llançar la Invasió estava composta per naus de 8 marines diferents, i comprenia 6.939 vaixells: 1.213 naus de guerra, 4.126 vaixells de transport, 746 naus auxiliars i 864 vaixells mercants.
El comandant suprem de la Força Naval Expedicionària Aliada, que atorgaria protecció i bombardejaria les platges, era l'almirall Sir Bertram Ramsay, que havia estat responsable de la invasió del nord d'Àfrica el 1942 i d'una de les flotes de la invasió de Sicília l'any següent. La Força Naval estava dividida en dues flotes: Occidental (contraalmirall Alan Kirk) i Oriental (contraalmirall Sir Philip Vian, un altre veterà dels desembarcaments italians).
Els vaixells de guerra van oferir cobertura pels transports contra l'amenaça de la flota de superfície alemanya, els submarins o un atac aeri, i van donar suport als desembarcaments a través d'un bombardeig de la costa. Una part de l'operació naval va ser l'Operació Gambit, quan petits submarins britànics van guiar les llanxes de desembarcament.

### La pantalla naval
Una part fonamental de Neptú era l'aïllament de les rutes d'invasió i de les platges de qualsevol intervenció de la Kriegsmarine. La responsabilitat va caure sobre les espatlles de la Home Fleet de la Royal Navy. Bàsicament els alemanys podien amenaçar de dues maneres: mitjançant la flota de superfície o mitjançant els U-boots. L'atac de la flota de superfície, realitzada pels grans vaixells ancorats a Escandinàvia i al Bàltic no va tenir lloc perquè, des de mitjans de 1944, els cuirassats estaven danyats, els creuers eren usats per l'entrenament de les tripulacions i l'assignació de combustible per a la Kriegsmarine havia estat retallada un terç. La inactivitat també era resultat de la desil·lusió de Hitler vers la Kriegsmarine. En qualsevol cas, la Royal Navy tenia forces suficients per rebutjar qualsevol temptativa, a més del fet que el Canal de Kiel havia estat minat (Operació Bravata) com a precaució.
Els submarins que podien amenaçar la invasió provenien de l'Atlàntic. La vigilància des de l'aire era proveïda per 3 portaavions escorta i pel Comandament Costaner de la RAF, mantenint un cordó a l'oest de Land's End. Es van desplaçar alguns submarins a la zona, i la major part dels grups d'escorta van ser moguts prop dels desembarcaments.
Es van fer esforços majors per segellar les aproximacions occidentals contra les forces navals alemanyes des de Bretanya i el Golf de Biscaia. Es van crear camps minats (Operació Acer) per obligar les naus enemigues a navegar lluny de la protecció aèria, on podien ser atacades per les flotilles de destructors aliades. De nou, l'activitat enemiga era escassa, però el 4 de juliol, 4 destructors alemanys van ser enfonsats o obligats a retirar-se fins a Brest.
Els Estrets de Dover van ser tancats mitjançant camps minats, patrulles navals i aèries, radars, i el bombardeig efectiu sobre els ports enemics. Les forces navals alemanyes a la zona eren petites, però podien ser reforçades des del Bàltic. Els seus esforços, això no obstant, estaven concentrats en protegir el Pas de Calais contra el desembarcament allà esperat, i no es va fer cap mena d'esforç per forçar el bloqueig.
L'operació de pantalla va destruir algun vaixell alemany, però l'objectiu principal va acomplir-se. No va haver cap atac de submarins contra les naus aliades, i només van existir algunes temptatives per part de vaixells de superfície.

### Bombardeig
Les naus de guerra, d'ordinari, llençaven un bombardeig per donar suport a les forces terrestres. Durant Neptú se li donà una gran importància, usant tota mena de vaixells (des de cuirassats fins a destructors). Per exemple, els canadencs de Juno van tenir diverses vegades més suport que no pas a l'atac de Dieppe el 1942: Els vells cuirassats HMS Ramillies i Warspite es van usar per eliminar les bateries costaneres a l'est de l'Orne; els creuers tenien l'objectiu d'atacat bateries a Ver-sur-Mer i a Moulineaux; a més d'11 destructors per foc de suport local. A més, hi havia les llanxes de desembarcament modificades: 8 "Landing Craft Gun" armades amb dos canons de 4,7 polzades; 4 "Landing Craft Support" amb un canó automàtic; 8  Landing Craft Tank, cadascun amb una salva de 1.100 coets de 5 polzades; 8 "Landing Craft Assault" (Hedgerow), armades amb 24 bomes per detonar prematurament les mines de la platja. 24 llanxes, a més, portaven obusos Priests que ja disparaven quan encara no havien arribat fins a la platja. A la resta de platges va haver un desplegament similar.
El foc de suport va servir per la supressió de les defenses de les costes on s'havia de produir els desembarcaments i per trencar les concentracions de tropes enemigues a mesura que les tropes avançaven.

## El missatge d'Eisenhower

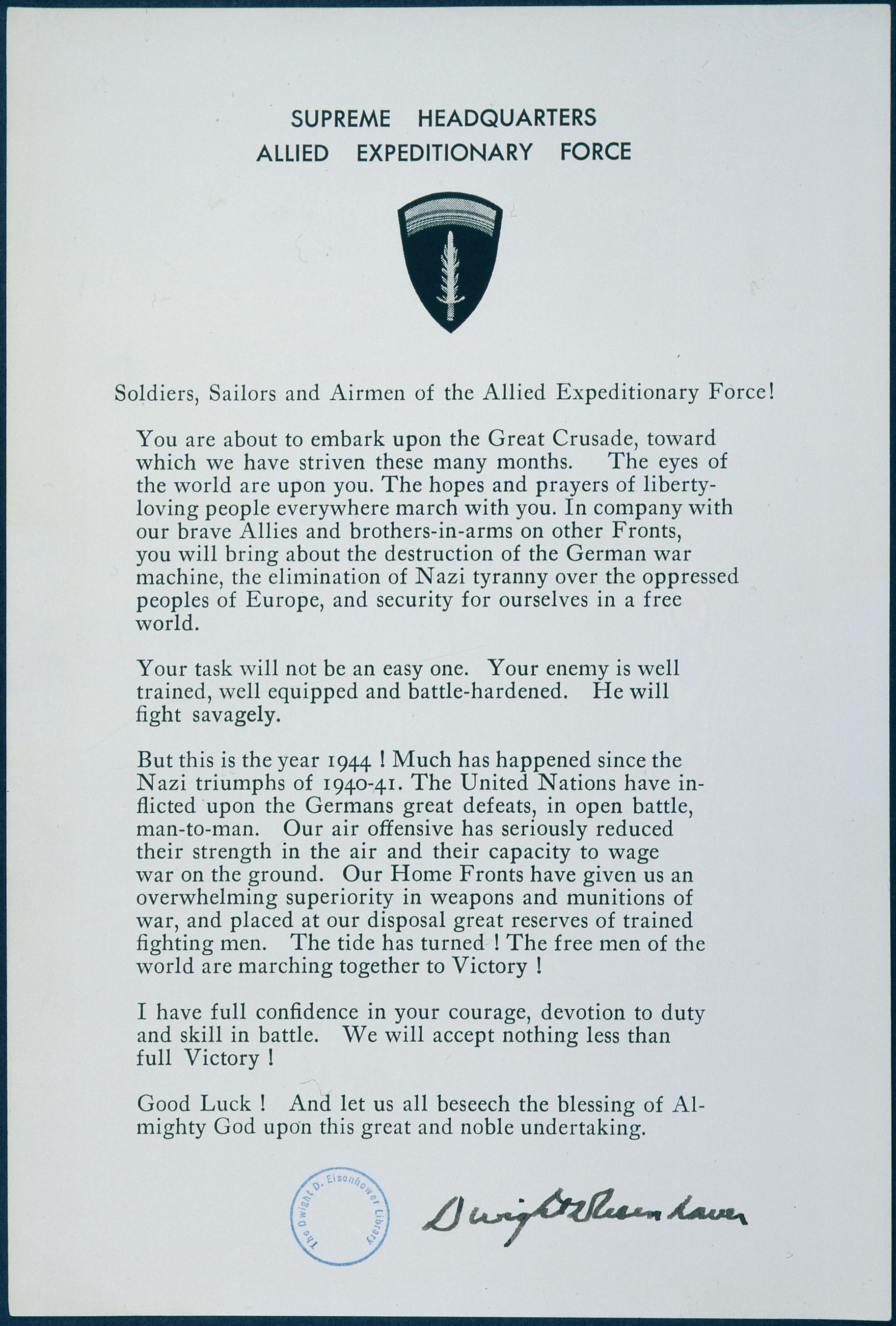
Missatge d'Eisenhower a les tropes d'assalt, el 5 de juny de 1944

Immediatament abans de la invasió, el General Eisenhower va enviar un missatge, avui històric, 
Quarter General Suprem
de les Forces Expedicionàries Aliades,
Soldats, Mariners i Aviadors de les Forces Expedicionàries Aliades!
Esteu a punt d'embarcar-vos en la gran croada per la que hem dirigit tots els nostres esforços durant llargs mesos. Els ulls del món estan fixos sobre vosaltres. Les esperances, les pregàries de tots el pobles que estimen la llibertat us acompanyen. Amb els nostres valerosos aliats i els nostres germans d'armes dels altres fronts, destruireu la màquina de guerra alemanya, anihilareu el jou de la tirania que els nazis exerceixen sobre els pobles d'Europa i aportareu la seguretat a un món lliure.
La vostra tasca no serà pas senzilla. El vostre enemic està ben entrenat, ben equipat i és veterà al combat. Lluitarà salvatgement.
Però estem el 1944! Moltes coses han canviat des dels triomfs nazis dels anys 1940-41. Les Nacions Unides han causat grans derrotes als alemanys, en els combats home a home. La nostra ofensiva aèria ha disminuït seriosament la seva capacitat per fer la guerra a terra i a l'aire. El nostre esforç de guerra ens ha donat una superioritat creixent en armes i municions, i ens ha posat a la nostra disposició importants reserves d'homes ben entrenats. La fortuna de la batalla ha girat! Els homes lliures del món marxen junts cap a la Victòria!
Tinc una confiança total en el vostre valor, la vostra devoció al deure i la vostra habilitat al combat. Només acceptarem la Victòria total!
Bona sort! Implorem la benedicció del Totpoderós en aquesta gran i noble empresa.
Però existia un segon missatge. Després de confirmar l'ordre d'entrar en acció, Eisenhower tornà sol al seu remolc. A la butxaca de la jaqueta portava un comunicat que hauria de ser transmès a la premsa mundial si la invasió fracassava:
| « | Les tropes, l'aviació i la marina han fet tot el que ha estat a les seves mans per complir amb el seu deure amb valentia i dedicació. Si hi ha algú a qui s'hagi de responsabilitzar del fracàs únicament és a mi. | » |

## El Dia D

### La nit
L'èxit dels desembarcaments amfibis depenia de l'establiment d'un perímetre segur des del qual expandir-se per llançar-se a la conquesta de Normandia un cop haguessin desembarcat forces suficients. Les forces amfíbies serien tremendament vulnerables als contraatacs enemics abans que es poguessin reunir suficients forces per llançar-se a l'ofensiva. Per alentir o eliminar la capacitat enemiga d'organitzar i llançar contraatacs durant tot aquest període crític, a partir de la mitjanit van començar a saltar tropes paracaigudistes per conquerir punts claus, com ponts, nusos de carreteres i certs accidents del terreny, al flanc oriental i occidental de les zones de desembarcament.
Els assalts paracaigudistes van produir-se a certa distància darrera les platges, per neutralitzar les bateries costaneres alemanyes i per expandir més ràpidament les zones del cap de platja. La 82a i la 101a americanes tenien assignats objectius a l'oest de la platja Utah per assegurar els punts de sortida de la platja, mentre que la 6a britànica tenia uns objectius similars al flanc oriental, per conquerir les travesses del riu Orne i del Canal de Caen. A més, 500 paracaigudistes de la França Lliure, integrants de la Brigada del Servei Aeri Especial Britànic (SAS) va tenir assignats objectius a Bretanya entre el 6 de juny i fins a l'agost. Per a la nit del 5-6 de juny, es requeriren 1.087 avions, principalment C-47 Dakotas americans, però també Stirlings i Albermarles britànics; i tot i els immensos recursos aliats, no hi havia prou avions per portar les 3 divisions completes. Per poder realitzar els salts, els pilots no podrien volar a més de 190 km/h (tot i que en molts casos els pilots van augmentar la velocitat fins a gairebé 250 km/h)
Tot i les previsions d'un altíssim nombre de baixes (Leight Mallory calculava que les divisions americanes podrien patir fins a un 80% de baixes), aquesta invasió aèria durant la nit va tenir un èxit considerable; però la nit i el terreny desconegut van fer que alguns soldats triguessin dies a reagrupar-se. L'experiència va causar tal impressió en els seus caps que la resta d'operacions aerotransportades aliades serien en hores de llum: l'Operació Overlord s'inicià amb la primera i darrera invasió paracaigudista nocturna de la història.

#### Operacions aerotransportades britàniques

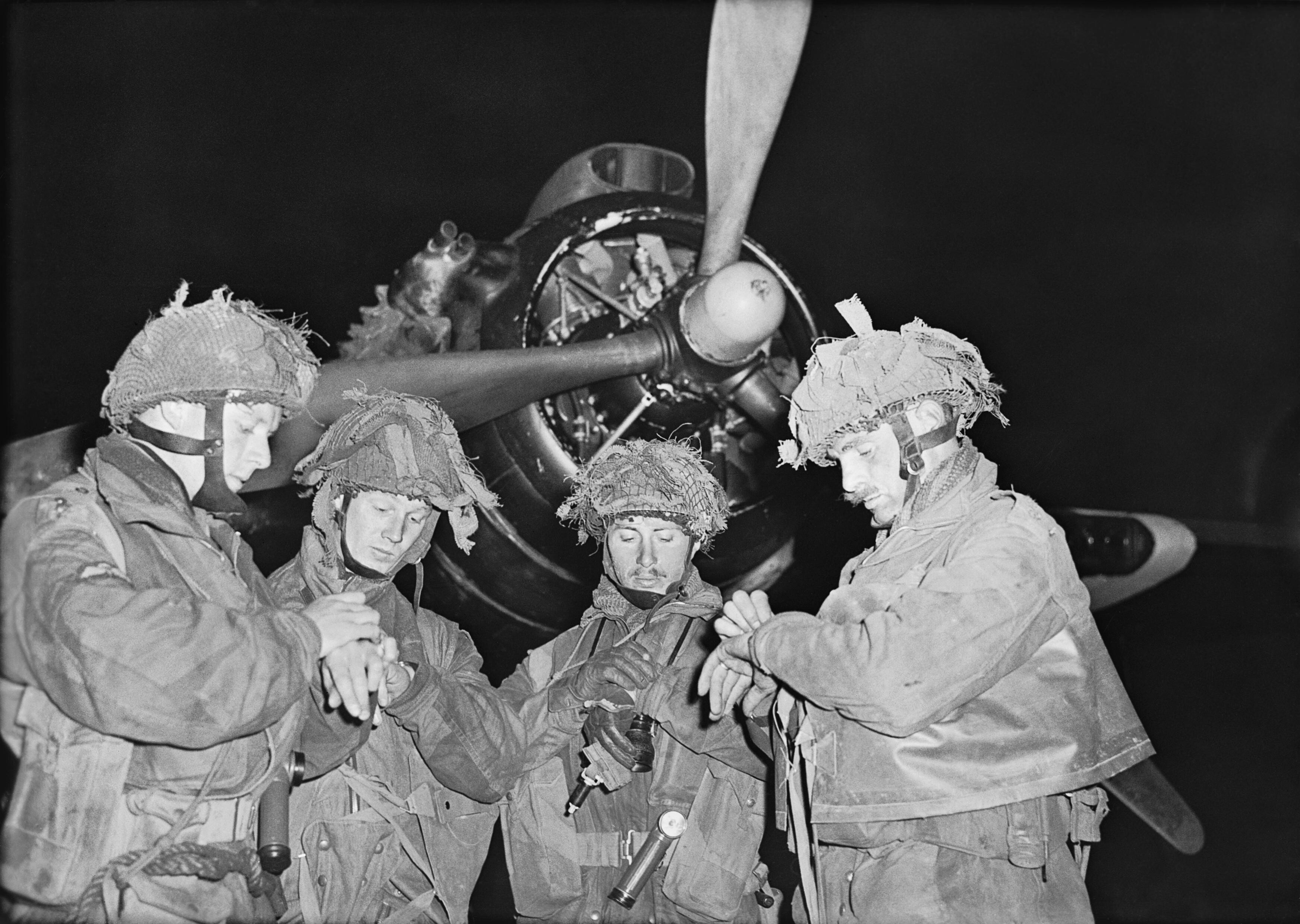
4 exploradors britànics sincronitzen els seus rellotges abans d'enlairar-se, al voltant de les 23:00 de 5 de juny. Un cop arribessin a terra, havien d'assenyalar els lloc d'aterratge de la resta de la divisió. Aquests 4 homes, tinent Bobby de Latour, tinent Don Welles, tinent John Vischer i tinent Bob Midwood, possiblement van ser els primers soldats aliats que van arribar a Normandia.

A l'est de la zona d'aterratge, la zona oberta i plana (i inundada) entre els rius Orne i Dives era ideal perquè els alemanys poguessin llançar contraatacs blindats. Però la zona d'aterratge i les zones inundades estaven separades pel riu Orne, que fluïa al nord-est de Caen fins a l'estuari del Sena. L'únic punt per on travessar-lo al nord de Caen estava a 7 km de la costa, entre Bénouville i Ranville. Pels alemanys, la travessia oferia l'única ruta per poder realitzar un atac des del flanc a les platges des de l'est. Pels Aliats, aquest mateix punt era vital per poder llançar un atac cap a Caen des de l'est.
Els objectius tàctics per la Sisena Divisió Aerotransportada britànica eren:
1. Capturar intactes els ponts de la carretera Bénouville-Ranville
2. Defensar-los davant dels inevitables contraatacs blindats alemanys
3. Destruir l'artilleria alemanya de la bateria situada a Merville, que amenaçaria les operacions a Sword
4. Destruir cinc ponts sobre el Dives per restringir els moviments de les tropes d'infanteria provinents de l'est

Per capturar els ponts de Bénouville intactes, el Major-General Richard Gale envià una partida especial d'assalt composta per uns 150 homes voluntaris, a les ordres del Major John Howard, perquè aterressin a les 00:15 en 6 planadors en silenci i poguessin reduir la guarnició dels ponts. Aquest fet passà a la història com "el Pont Pegàs", sent el primer gran èxit del Dia-D.
Les tropes aerotransportades, principalment paracaigudistes de la 3a i la 5a brigades, incloent-hi el 1r Batalló Aerotransportat Canadenc (en total, uns 4.225 homes) van començar l'aterratge cap a les 00:50, arribant la majoria al seu lloc correcte o en un radi màxim de 6 km, havent-se d'enfrontar de manera gairebé immediata amb elements de la 716a divisió alemanya. La 3a Brigada va saltar més separadament que no pas la 5a, però els homes es van poder reunir en petits grups, i al matí ja havia aconseguit destruir els 5 ponts sobre el Dives. El 9è Batalló tenia la missió de destruir la bateria de Merville, la qual cosa aconseguiren després d'un dur combat; però amb la foscor, el fum i la confusió del combat, els paracaigudistes es retiraren sense haver destruït completament els canons, i els alemanys reocuparen la posició.
A l'albada, el Grup de Batalla von Luck de la 21a Divisió Panzer contraatacà des del sud a les dues ribes del riu Orne, però des de les 3:30, els britànics ja havien establert un perímetre defensiu al voltant dels ponts. Les baixes van ser molt elevades en ambdós bàndols, però els britànics van aconseguir mantenir la posició. Poc després de migdia, els britànics de Pegasus Bridge van ser reforçats amb comandos de la 1a Brigada de Serveis Especials; i al vespre, la 6a Aerotransportada havia assolit tots els seus objectius. Dels 6.256 homes que havien desembarcat a Normandia, comptaven unes 650 baixes.

#### Les operacions aerotransportades americanes

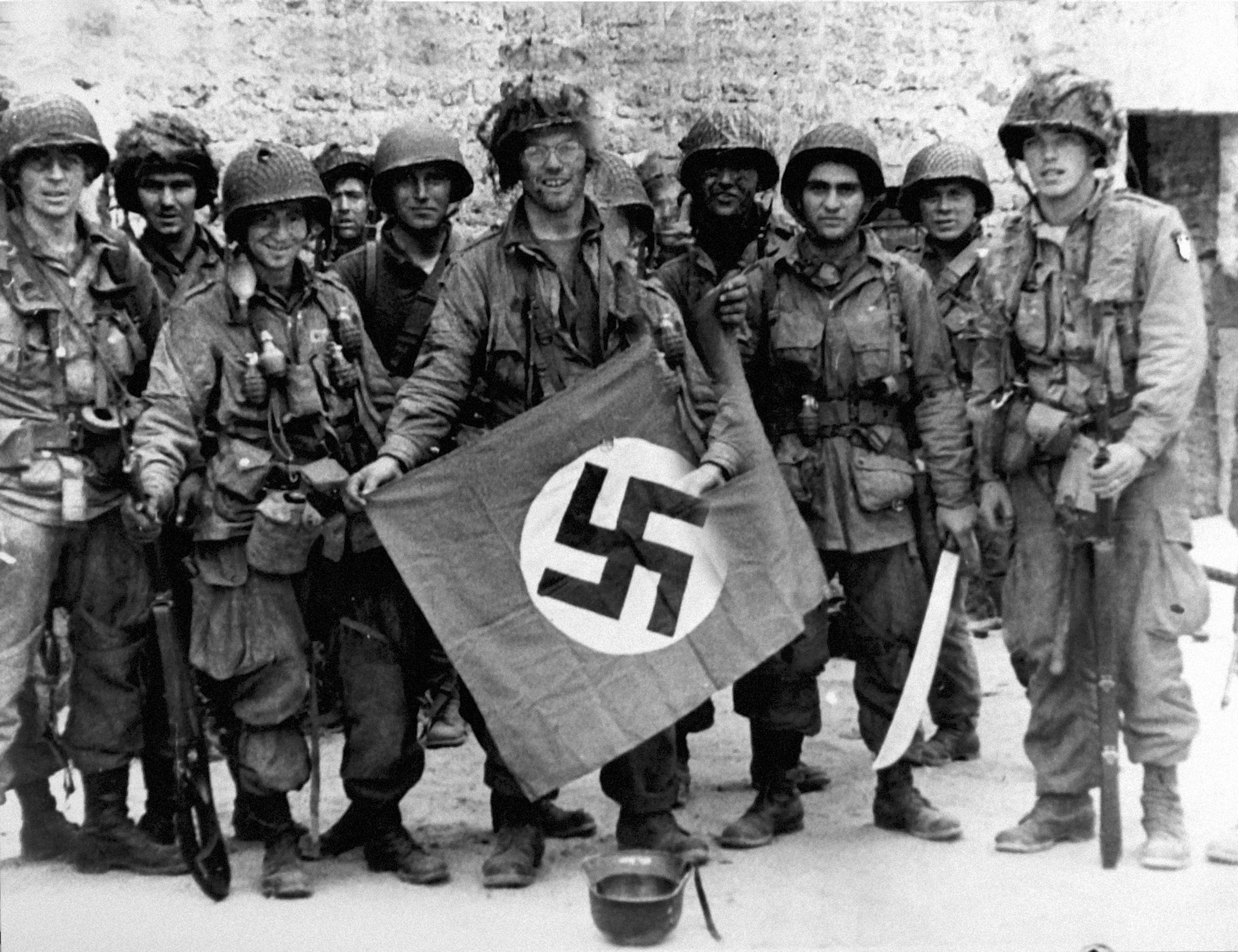
Paracaigudistes americans sostenen una bandera nazi capturada en l'atac a un poble. Platja Utah, St. Marcouf

Les divisions aerotransportades 82a i 101a, formades per 13.000 homes, van ser menys afortunades en completar ràpidament els seus objectius. Per aconseguir la sorpresa, els llançaments es van planejar arribant a Normandia des de l'oest. Nombrosos factors van afectar la seva actuació, però el primer de tots va ser la decisió de llançar un salt massiu a la nit (una tàctica que no es tornà a emprar durant la resta de la guerra). A més, es van afegir el mal temps, una visibilitat escassa, un intens foc antiaeri, i el fet que un gran nombre d'exploradors haguessin caigut massa lluny de les zones que havien de senyalar (només 38 dels 120 exploradors llançats van caure on estava previst que ho fessin). També s'ha de tenir present la inexperiència en vols de combat dels pilots dels DC3 que, a causa del pànic es van desorientar, allunyant-se de la ruta preestablerta. Com a resultat, un 45% de les unitats quedà fragmentat i eren incapaços de funcionar. Els esforços de la primera onada d'exploradors per marcar les zones d'aterratge no van servir de gaire.
Entre les 00:48 i les 01:40 van saltar els 3 regiments de la 101, seguits pel salt de la 82a, que tingué lloc entre les 01:51 i les 02:42. Cadascuna de les operacions va involucrar uns 400 C-47. A més, abans de l'albada aterraren planadors amb canons anti-tanc i tropes de refresc per a cada divisió. Al vespre, arribaren nous planadors amb 2 batallons d'artilleria i 24 obusos per a la 82a.
La 101 va ser llançada sobre una zona d'uns 1.000 km², perdent en una hora el 60% de l'equipament (molts van perdre les bosses de cama amb la major part de l'equip només saltar) i uns 2.000 homes (molts van morir ofegats en els camps inundats per ordre de Rommel); mentre que de la 82a només un avió va aconseguir deixar les seves tropes allà on les havia de deixar. La missió de la 101 era controlar les 5 rutes que quedaven entre la platja Utah i l'interior, perquè Rommel ho havia fet inundar, deixant només 5 carreteres ben defensades pels alemanys (si aquestes carreteres no eren controlades, els homes quedarien retinguts a la platja sense poder-se endinsar a Normandia).
La 82 va saltar a l'oest de la 101, a l'altra riba del riu Meredet, prop de Ste Mère-Eglise, assegurant la ciutat i les dues ribes del riu abans de moure's cap a l'oest. Gràcies als seus exploradors, un batalló del 505è Regiment caigué just on se li havia assignat (o en un radi màxim de 3 km); però la confusió en el salt també va ser generalitzada, i uns 30 homes van caure just al centre de Ste Mère-Eglise, i la ciutat es va conquerir cap a les 5 del matí). Pel seu costat, al costat més allunyat del Meredet, la defensa de la Cota-30 portada a terme per 300 homes del 508è Regiment va mantenir un petit però vital cap de pont.
Després de 24 hores, només 2.500 soldats de la 101 i 2.000 de la 82 estaven sota el control de les seves divisions, aproximadament un terç dels que havien saltat (a la 101, 3.500 homes es van donar com a desapareguts al vespre, tot i que finalment es van establir un total de 182 morts, 537 ferits i 1.240 desapareguts; mentre que a la 82, dels 6.209 homes que havien saltat, a la nit del 6 de juny es comptaven unes 4.000 baixes, quedant en els recomptes finals 156 morts, 347 ferits i 756 desapareguts, presumiblement morts). Car tot això, la gran dispersió dels paracaigudistes americans tingué l'efecte de confondre encara més als alemanys i fragmentar la seva resposta. A més, les inundacions defensives alemanyes van ser aprofitades pels americans per protegir el seu flanc sud.

### El dia

#### PlatjaSword

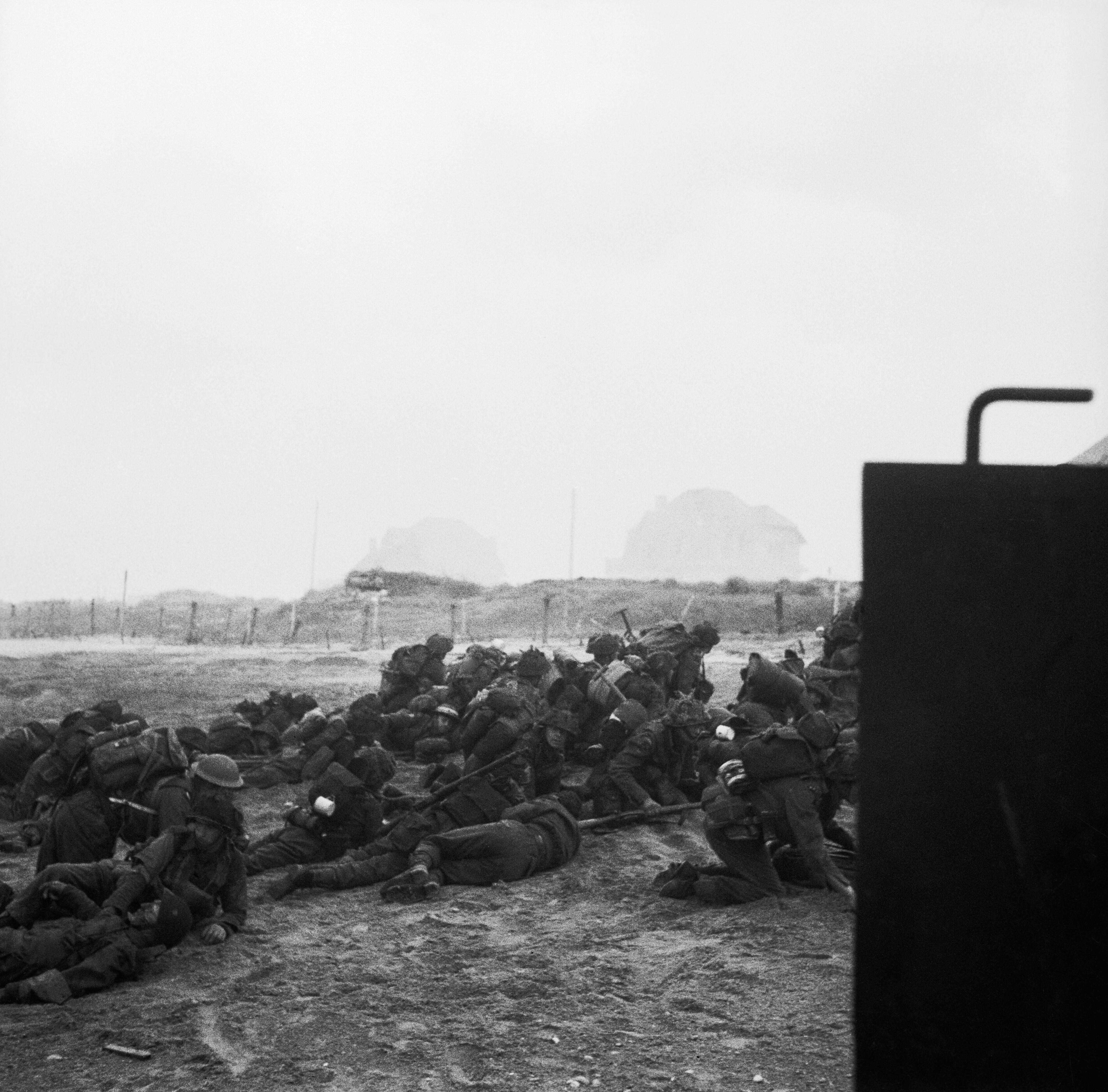
Tropes britàniques esperant per sortir de Sword Beach

L'assalt a la Platja Sword, la més oriental de totes, situada entre Ouistreham i La Brèche, s'inicià cap a les 3 de la matinada, amb un bombardeig aeri de les defenses costaneres alemanyes, així com dels emplaçaments d'artilleria. El bombardeig naval s'inicià unes hores després. A les 07:30, les primeres unitats van arribar a la platja. Eren uns 40 Shermans D-D del 13è/18è d'Hússars, seguits de prop per la infanteria de la 8a Brigada.
Els dos primers batallons d'infanteria que van desembarcar, que s'esperava que fossin pràcticament anihilats pel foc alemany, pràcticament van fer-ho sense patir cap baixa. La 1a Brigada del Servei Especial, comandada pel Brigadier Lord Lovat, arribà sencera (gaiter inclòs) a la platja en la segona onada, acompanyats pel Comando N.4 (que tenia tropes franceses). Mentre que els combats per La Brèche continuaven, el Comando 10 (Interaliat) del Capità de Corbeta Philippe Kieffer, capturà el centre de Ouistreham, mentre que Lovat arribava a Pegasus Bridge amb dos minuts de retard sobre l'horari previst (disculpant-se davant del Major Howard pel retard). Cap a les 10 del matí La Brèche va caure.
Cap a les set del vespre, la 21a Divisió Panzer llançà un contraatac des de Caen dirigit cap a la zona de desembarcament de Sword, amb una càrrega de 50 tancs. Aquesta gairebé aconseguí el seu propòsit d'arribar fins al mar (a Lion-sur-Mer); però la ben construïda línia defensiva britànica, amb suport de foc anti-tanc aturà l'avanç alemany (a més, per una afortunada coincidència en el temps, en aquells moments arribaren els planadors de la 6a Brigada a ambdues ribes de Pegasus Bridge).
A la platja Sword, la infanteria britànica tingué molt poques baixes (uns 1.000 homes), aconseguint desembarcar 28.845 homes, mentre que la 21a Panzer havia perdut 54 tancs. Els britànics només havien avançat 8 km al vespre, fracassant en la consecució d'alguns dels deliberadament ambiciosos objectius marcats per Montgomery, però la seva posició en general era segura. En particular, es fracassà en la conquesta de Caen, que havia de ser conquerit el mateix Dia-D, sent un dels punts claus del pla de Montgomery per poder endinsar-se al país a través d'un terreny propici pels tancs, i que no va ser conquerit fins al 8 d'agost.

#### PlatjaJuno
Les forces canadenques que van desembarcar a Juno Beach van encarar 11 bateries pesades de 155mm i 9 de 75mm, així com nius de metralladores i fortificacions de tota mena, així com una muralla el doble d'alt que la d'Omaha Beach. La primera onada patí un 50% de baixes, la segona més alta de tot el Dia-D. L'ús dels blindats va tenir èxit a Juno, en alguns casos avançant al davant de la infanteria.

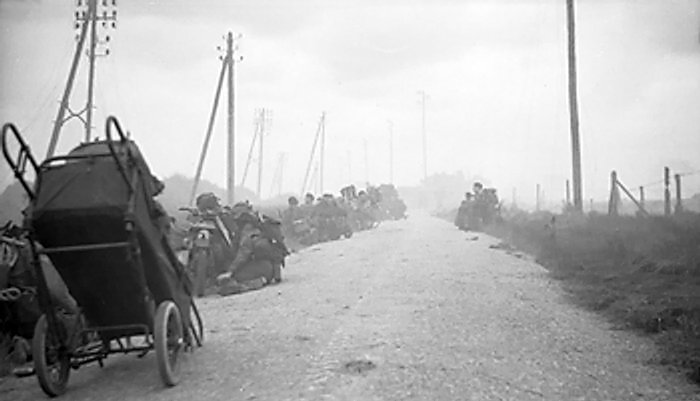
Tropes canadenques, prop de St Aubin sur Mer

Malgrat tots els obstacles, abans de migdia va desembarcar la darrera brigada de la divisió i els canadencs van aconseguir sortir de les platges en hores i van començar el seu avanç pel continent. El 6è Regiment Blindat Canadenc (1r d'Hússars) i el The Queen's Own Rifles of Canada van aconseguir els seus objectius marcats al programa del dia, quan van travessar la carretera Caen-Bayeux (a 15 km terra endins). Els canadencs van ser els únics en assolir els seus objectius, tot i que diverses unitats van retrocedir fins a posicions més segures. En particular, l'estació de radar de Douvres encara es trobava en mans alemanyes, i no s'havia pogut connectar amb Sword, tot i que durant la tarda s'aconseguí establir contacte amb els britànics de Gold.
Al vespre, havien aconseguit desembarcar 21.400 canadencs (amb unes pèrdues de 340 morts, 574 ferits i 47 capturats), i la 3a d'Infanteria Canadenca havia aconseguit penetrar més que cap altra unitat aliada, tot i que va haver d'enfrontar-se a una dura resistència, tant a primera línia de la costa com en contraatacs posteriors portats a terme per les divisions panzer 21a i 12a SS Hitlerjugend tant el 7 com el 8 de juny

#### PlatjaGold
A Gold Beach, les baixes van ser elevades, en part perquè els Sherman DD van retardar-se, i els alemanys havien fortificat un poble a la platja, amb canons camuflats a les sortides de la platja que havien passat desapercebuts al reconeixement aeri o que no podien ser destruïts pel bombardeig naval. Car i això, la 50a Divisió Northúmbria superà aquestes dificultats i avançà fins a quedar-se a només un kilòmetre de Bayeux al vespre. A excepció dels canadencs de Juno Beach, cap divisió arribà tan a prop del seu objectiu que la 50a. A l'est, unitats de la 69a Brigada van aconseguir enllaçar amb els canadencs desembarcats a Juno cap al vespre. Quan les platges van ser assegurades i netejades, començà a desembarcar la 7a Divisió Blindada (les famoses "Rates del Desert")
El 47è Comando dels Marines Reials va ser la darrera unitat dels Comandos britànics en desembarcar, fent-ho a l'est de Le Hamel. La seva missió era dirigir-se a l'oest i avançar 16 km a través de territori enemic per atacar el port de Port en Bessin des de la rereguarda. Aquest petit port, situat a l'extrem dret de les posicions britàniques, era important perquè havia de ser el primer port per descarregar els subministraments per a les unitats d'avantguarda. Els comandos van arribar al port al vespre i el van capturar a les primeres hores del 7 de juny.
A Gold es concedí l'única Creu Victòria de tot el Dia-D, al Sergent Major Stanley Hollis, del 6è Green Howards.
Al vespre ja havien aconseguit desembarcar uns 24.970 homes a Gold Beach, amb unes baixes al voltant de 1.000 homes, entre morts i ferits. Gold, que en un inici semblava que es convertiria en una carnisseria com Omaha Beach, finalment va ser poc més que un exercici amb baixes com Utah Beach.

#### PlatjaOmaha

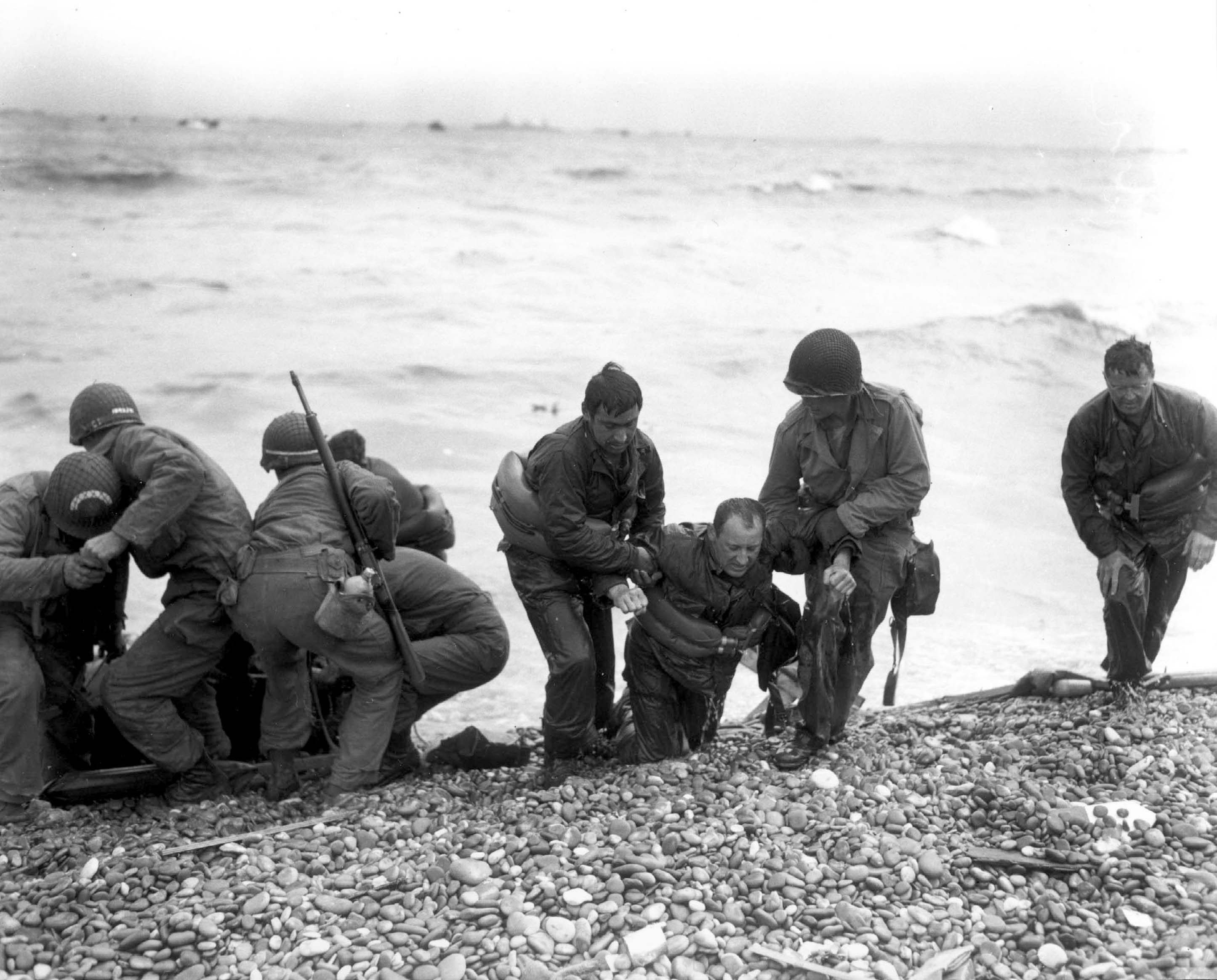
Supervivents d'un transport de tropes enfonsats són portats a la costa a Omaha Beach

A Omaha Beach, unitats de la 1a i la 29a divisions d'infanteria estatunidenques van haver-se d'enfrontar a la veterana 352a Divisió d'Infanteria alemanya, una de les millors entrenades de les platges. La intel·ligència aliada fracassà en adonar-se que la 716a d'Infanteria, relativament de baixa qualitat, havia estat reemplaçada per la 352a al mes de maig. Omaha era també la platja més fortificada, amb molts morters, metralladores i artilleria, i l'atac aeri i naval previ al desembarcament es provà inefectiu. A més, els alemanys (veterans en el combat) van aguantar el foc fins al darrer moment, passant desapercebudes a l'artilleria aliada i quedant intactes per rebre el desembarcament. Tot apuntava cap a un possible desastre.
La primera onada arribà cap a les 6:30, igual que a Utah. Les dificultats en la navegació va causar que la majoria dels desembarcaments es desplacessin cap a l'est, perdent els seus sectors assignats, i la primera onada de tancs, infanteria i enginyers van patir un gran nombre de baixes. Dels 16 tancs que van desembarcar a Omaha, només 2 ho aconseguiren. Diverses unitats de les que van desembarcar en la primera onada patiren fins a un 50% de baixes en molt poca estona, a més del fet que molts comandants de companyia i sots-oficials estaven morts i ferits (sovint per la decisió de situar als oficials al davant de les llanxes de desembarcament, que provocà que fossin els primers a caure quan les rampes baixaven)
Només s'aconseguiren fer alguns forats als obstacles de la platja, la qual cosa causà problemes als desembarcaments posteriors. A les 7:30, en la segona onada, arribarien els comandants regimentals, entre ells el sots-comandant de la divisió, General de Brigada Norman Cota. Els camins ben defensats, les úniques sortides pels vehicles de les platges, no es podien conquerir, i dues hores després de la primera onada la platja encara estava tancada. Els diversos comandants (fins i tot el General Bradley, que observava el desembarcament des del Augusta) van considerar abandonar la platja, però petites unitats d'infanteria, formades de manera improvisada, van aconseguir infiltrar-se en les defenses costaneres escalant els penya-segats entre els punts forts. Els següents desembarcaments d'infanteria van poder explotar les penetracions inicials, i al final del dia s'havia aconseguit establir dos caps de platja aïllats.
| «                 | No moriu a les platges, moriu al penya-segat si heu de morir. Però toqueu el dos de les platges perquè sinó segur que morireu! | » |
| — Brig.Gral. Cota | |   |

| «                                                                 | En aquesta platja hi ha dues menes de persones: els morts i els que han de morir. Ara marxem d'aquí" | » |
| — Coronel George Taylor, comandant del 116è Regiment d'Infanteria | |   |

Al final del dia, la zona assegurada era una àrea de 9 km de profunditat i 30 de llarg. Les baixes americanes a Omaha Beach van ascendir fins a 3.000 homes d'un total de 34.000 homes desembarcats, la majoria durant les primeres hores, mentre que els alemanys van tenir 1.200 baixes, entre morts, ferits i desapareguts. Durant els dies següents, Omaha Beach es va anar expandint, i els objectius marcats pel Dia-D van acomplir-se el D+3. En alguns moments, els comandants alemanys informaren que estaven aturant la invasió a les platges, tal com Rommel volia. Molts dels desembarcats creien que l'operació havia estat un fracàs, i que serien evacuats l'endemà.

##### Pointe du Hoc
L'emplaçament d'artilleria situat a Pointe du Hoc era l'objectiu del 2n Batalló de Rangers, comandat pel tinent coronel James Earl Rudder. La missió consistia en el fet que 3 companyies que desembarcarien a la primera onada haurien d'escalar un penya-segat de 30 metres d'alçada, amb cordes i escales sota el foc enemic, per atacar i destruir els canons de defensa costanera alemanys, que amenaçaven les platges d'Omaha i Utah, mentre que una quarta companyia capturava el Pointe de la Percée, per cobrir el flanc de Pointe de Hoc.
Els Rangers van escalar el penya-segat sota el foc enemic en només 5 minuts, i els alemanys van abandonar la posició només arribar-hi els americans. Per a sorpresa d'aquells que havien escalat, van trobar-se que les casamates estaven buides (la Résistance no va poder transmetre el missatge a Londres que els canons no havien estat encara instal·lats). Car i això, les fortificacions ja per si mateixes eren objectius vitals, perquè un observador podria dirigir amb molta cura el foc artiller cap a les platges americanes. Els Rangers van tenir èxit i van aconseguir capturar la posició, patint unes 40 baixes, havent de lluitar durant 2 dies per assegurar-la totalment, perdent 95 homes més.

#### Platja Utah

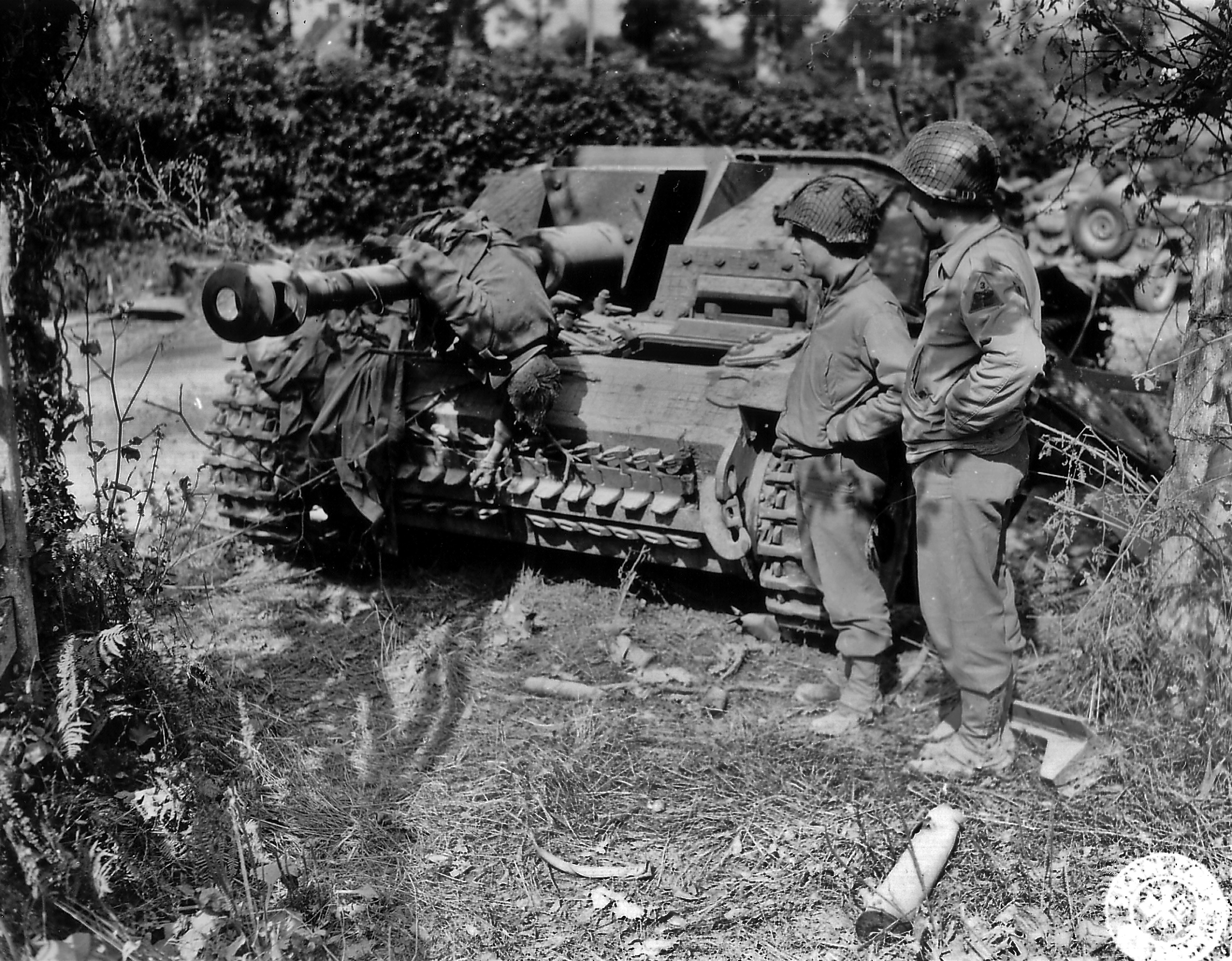
Tropes de la 3a Divisió Blindada estatunidenca examinen un Sturmgeschütz III fora de combat amb un tripulant alemany mort al canó

Les baixes a Utah Beach, la zona de desembarcament més occidental, van ser les menors de tot el dia, amb uns 197 baixes de 23.000 homes que havien desembarcat. La 4a Divisió d'Infanteria es trobà que estava a una posició errònia, car els corrents marins havien empès les llanxes cap al sud-est: en lloc de desembarcar als sectors "Tare Green" i "Uncle Red", van fer-ho al sector "Victor", a uns 2 km de distància d'on estava previst i que amb prou feines estava defensat. La primera onada desembarcà sense novetat, seguida de 32 tancs DD (dels quals se'n van perdre 4). El General de Brigada Theodore Roosevelt Jr, Comandant assistent de la divisió, que, tot i la seva artritis, havia desembarcat en la primera onada, després de descobrir que es trobaven a una platja errònia, proclamà que "iniciarem la guerra des d'aquí mateix", ordenant al Comodor James Arnold, màxim oficial naval a Utah, que la resta d'onades desembarquessin allà. Mentre esperaven les següents onades, la infanteria es dedicà a netejar la platja d'obstacles, i quan a mig matí arribà el comandant de la divisió, Major General Raymond Barton, ordenà avançar cap a l'interior de França
La 4a Divisió va poder endinsar-se al continent relativament més fàcilment que en altres platges, amb les sortides ocupades pels regiments 502 i 506 de la 101 aerotransportada. Això va ser relativament per accident, ja que els plans per la invasió es van desbaratar només posar els peus a la platja. A primeres hores del vespre, la divisió havia enllaçat amb els paracaigudistes de la 101. Tot i que els principals objectius del dia no es van acomplir (la 82 aerotransportada estava aïllada a Ste Mère-Eglise), el desembarcament va ser un èxit total resum, en el que les baixes van ser molt lleugeres (van desembarcar 23.250 homes, 1.742 vehicles i 1.695 tones de subministraments, amb un cost d 43 morts i 63 ferits, menys encara que durant el darrer exercici a Slapton Sands) i les tropes van poder endinsar-se al continent molt més ràpidament del que s'esperava.

### Berchtesgaden
Tot i que a Normandia els successos es precipitaven, a Berchtesgaden, el refugi alpí de Hitler, regnava la calma i tot anava segons la rutina de cada matí. El Führer havia passat una mala nit, però en aquells moments dormia gràcies a un somnífer. Mentrestant, al Reichskanzlet, el Coronel General Jodl repassava els informes de la nit: la situació a Itàlia empitjorava (Roma havia caigut el dia abans, i els homes del mariscal Kesselring es retiraven cap a noves posicions defensives més al nord); i al Front Oriental s'esperava en qualsevol moment l'ofensiva d'estiu soviètica. En aquelles circumstàncies, el fet que el cap de l'estat major de von Rundstedt, major general Günther Blumentritt demanés les divisions panzer no semblava prioritari.
Quan al quarter general de l'OB West arribà la resposta de Jodl, aquesta només causà astorament i incredulitat (segons recordava el tinent general Bodo Zimmermann, von Rundstedt estava encol·leritzat, furibund i la ira feia incomprensibles les seves paraules. El següent moviment només el podia fer el von Rundstedt, perquè com a Mariscal de Camp tenia accés directe amb el Hitler, però era tal el desdeny que sentia per aquell caporal de Bohèmia que es negà a fer-li cap petició. No va ser fins a les 10 del matí quan el major general Rudolf Schumndt es decidí a despertar a Hitler per donar-li les notícies. La conferència amb el cap de l'OKW, mariscal Keitel i amb Jodl va ser tremendament agitada; però Hitler no canvia d'opinió i marxà de la reunió minuts després de començar-la convençut que allò no era més que una distracció i que l'atac principal seria al Pas de Calais. Després, en un dinar ofert al general Döme Sztójay afirmaria despreocupadament que "ara els tenim on els podem destruir" i finalment, cap a les dues de la tarda i havent dinat, autoritzà a von Rundstedt a assumir el comandament de les Joventuts Hitlerianes i la Panzer Lehr: així doncs, quan les ordres arribaren a les dues divisions blindades eren més de les quatre de la tarda, i quan von Rundstedt els donà l'ordre de marxa, ja només els quedava una hora de llum. A Berchtesgaden, Hitler es mostrava segur; Göring donava la batalla per guanyada, Ribbentrop estava del costat del Führer, i Goebbels es mostrava escèptic.
Per un altre costat, ningú no pensà a trucar a Rommel. No va ser fins a un quart d'onze del matí quan el major general Hans Speidel el trucà a casa seva a Herrlingen. L'única resposta de Rommel va ser "Estúpid de mi! Estúpid de mi!". A la una en punt, iniciava amb el seu fidel ajudant, el capità Hellmuth Lang el viatge de retorn a Normandia. Al vespre arribaria al castell dels ducs de La Rouchefoucauld.

## Al final del dia

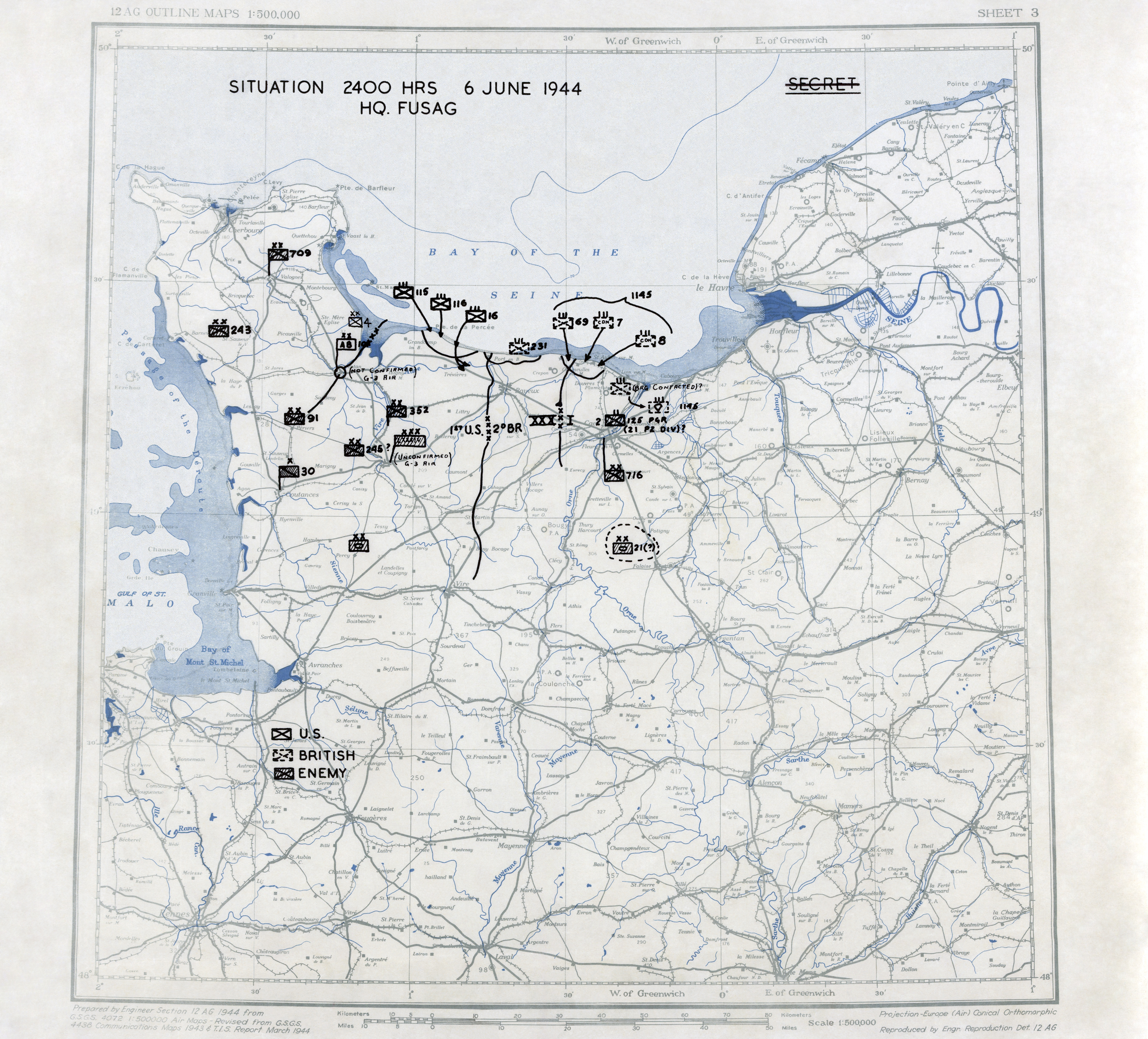
Mapa oficial de situació del 12è Exèrcit dels Estats Units del 6 de juny de 1944, a les 24 hores

Al vespre, la situació era tan incerta com en qualsevol altra moment del dia. Els Aliats havien aconseguit desembarcar 155.000 homes, dels quals 83.000 eren britànics i canadencs i 72.000 eren estatunidencs, amb un cost de 12.000 baixes entre morts i ferits. D'acord amb les previsions més optimistes de Montgomery, al final del Dia-D s'hauria d'haver format un front de 96 km de longitud, estenent-se entre Quineville a l'oest i Cabourg a l'est, i 16 de fondària, havent conquerit les ciutats de Bayeux i Caen, però enlloc les operacions havien seguit el curs previst: Omaha havia estat a punt de convertir-se en un desastre, amb una zona de desembarcament que ocupava poc més de 3 km, i amb punts forts de resistència alemanys darrere de les línies avançades; mentre que a Utah, la 4a Divisió havia penetrat fins a 10 km, enllaçant amb la 101a. Les unitats aerotransportades americanes havien quedat tan diseminades que les seves operacions van quedar molt limitades. Pel seu costat, la situació a la zona britànica era considerablement millor: la 6a Aerotransportada havia conquerit els passos sobre l'Orne i havia assegurat els flancs; però pel seu costat, la 3a d'Infanteria, a la que se li havia assignat la conquesta de Caen, es mostrà incapaç (posteriorment es demostraria que la divisió estava molt lluny d'haver-ho pogut aconseguir). Finalment, els canadencs de Juno havien tallat la carretera entre Caen i Bayeux, sent el seu desembarcament el que va tenir més èxit.
El 25 de maig, en la darrera reunió prèvia a la invasió feta amb el rei, Montgomery havia advertit que si la nit del Dia-D els aliats no havien conquerit Caen, Bayeux i Carentan, el desembarcament es veuria en una posició molt delicada. La realitat va ser que no s'havia aconseguit ni un de sol dels objectius.
Al vespre, el mariscal von Rundstedt convocà una reunió per analitzar la situació. Tot i l'opinió del seu cap d'Estat Major, General Blumentritt i del Quarter General de Hitler, aquell atac només era una maniobra de distracció. Von Rundstedt, però, no ho veia així: Normandia era la invasió definitiva, i ordenà que es posés en marxa el pla Cas III A, previst per una contingència similar, fent retirar les forces del Pas de Calais i portant-les a Normandia. Rommel, que arribà cap a les 10 del vespre al castell de La Roche-Guyon, sí que estava convençut de què arribaria un nou atac per Calais. Finalment, a la reunió celebrada per Hitler aquella nit, la sensació era d'indiferència, no autoritzant-se l'aplicació del Cas III A.
Els Aliats havien aconseguit desembarcar i superar el Mur Atlàntic a tot arreu, excepte a Omaha. Els alemanys havien fracassat en el seu intent d'aturar els desembarcaments: les divisions 709 i 716 havien quedat virtualment destruïdes, i la 352a i la 21a Panzer havien quedat molt malmeses. Tot i que no es podien establir xifres exactes, els aliats havien perdut uns 10.000 homes per causes de tota mena, però en cap cas el desembarcament va transformar-se en el bany de sang que es temien. El Dia-D havia acabat, però començava la batalla de Normandia.

## Memorials de guerra i Turisme

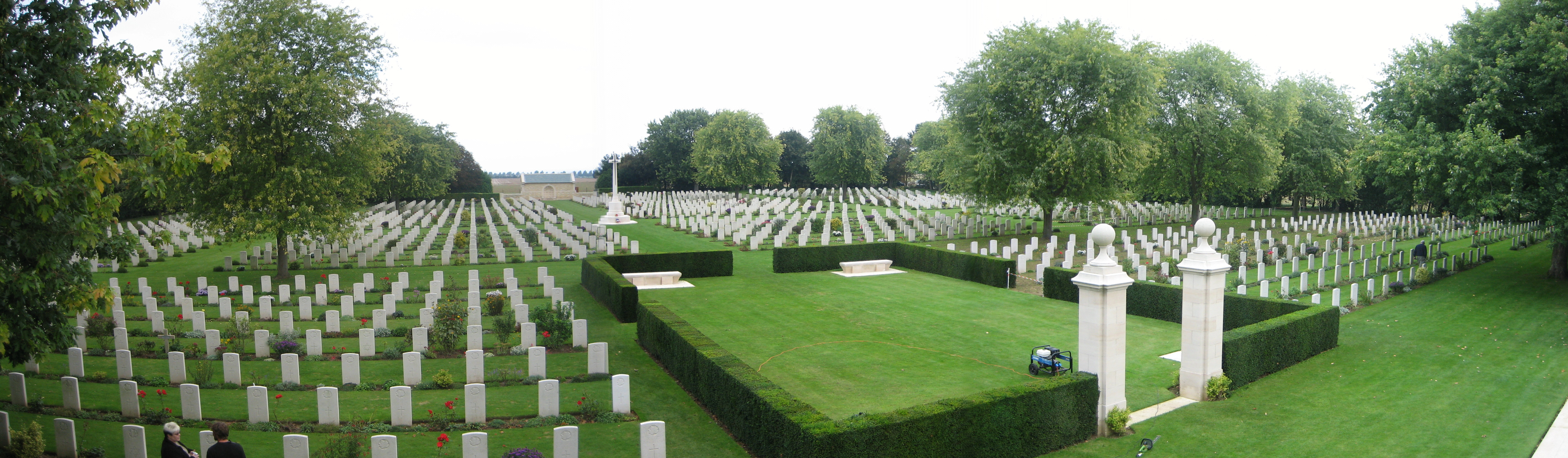
El cementiri de guerra canadenc de Bény-sur-Mer

Les platges de Normandia encara avui són citades als mapes amb els seus noms en clau de la invasió. Hi ha molts cementiris militars a la zona. El Cementiri americà de Normandia conté multitud de Creus i Estrelles de David blanques, commemorant els morts americans, amb el seu nom, rang, unitat, origen i data de traspàs. Hi ha 9.387 soldats, entre els quals hi ha 307 desconeguts i 3 posseïdors de la Medalla d'Honor.
Les tombes de la Commonwealth, en diverses localitzacions, fan servir làpides blanques gravades amb el nom de la persona, el seu símbol religiós i la insígnia de la seva unitat. També hi ha un cementiri polonès. El major cementiri de tots és el Cementiri de guerra alemany de La Cambe, amb làpides de granit.

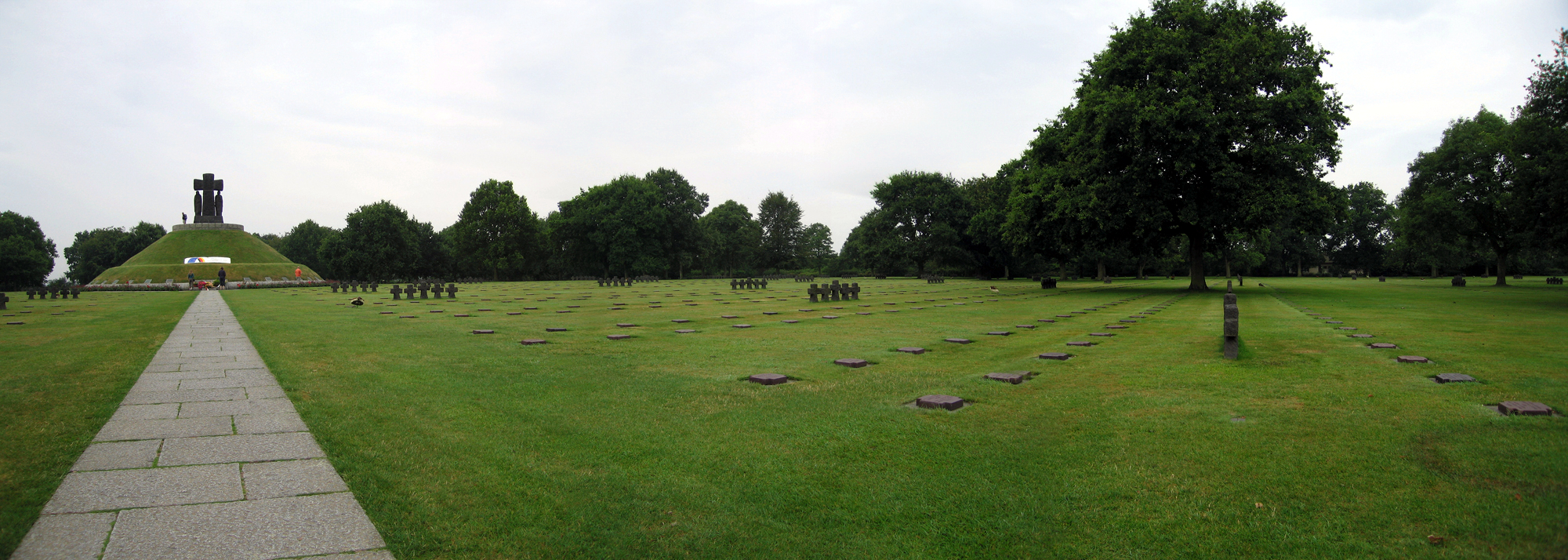
El Cementiri de guerra alemany de La Cambe

Els carrers i places de la zona també reben els noms de les unitats que van lluitar allà, i les múltiples plaques commemoren els fets notables. En punts significatius, com Point du Hoc o Pegasus Bridge hi ha plaques, memorials o petits museus, com el d'Arromanches, dedicat principalment al Port Mulberry; o al campanar de l'església de Sainte-Mère-Église, penja un ninot paracaigudista, en record al soldat John Steele, que quedà allà penjat durant hores. A Juno Beach, el govern canadenc va construir el Centre d'Informació de Juno Beach, commemorant un dels fets més significatius de la història militar del Canadà. A Caen hi ha un gran Museu de la Pau, dedicat en general a la Pau, més que no pas a la batalla en si.

## Dramatitzacions
El Desembarcament de Normandia ha estat objecte de multitud de pel·lícules, programes de televisió, cançons, jocs d'ordinador i llibres. Entre les pel·lícules s'inclouen:
- El dia més llarg (The Longest Day) (1962), una pel·lícula basada en el llibre homònim de Cornelius Ryan, que ofereix una visió global del desembarcament, sota multitud de punts de vista, i plena d'estrelles de l'època (entre elles, John Wayne, Richard Burton, Henry Fonda, Robert Mitchum, Curd Jürgens o Sal Mineo, tots ells en petites aparicions).
- Saving Private Ryan (1998), una pel·lícula guanyadora de l'Oscar, dirigida per Steven Spielberg i protagonitzada per Tom Hanks i per Matt Damon, i és especialment notable per la intensitat de la mitja hora inicial, que descriu l'asalt a Omaha Beach amb gran cruesa.
- Band of Brothers (2001), una minisèrie americana produïda per Steven Spielberg i per Tom Hanks, basada en el llibre homònim de Stephen Ambrose que recrea la participació d'una companyia de la 101a Divisió Aerotransportada. El segon episodi (Day of Days (El dia D / El Gran dia)) es refereix íntegrament a la tasca realitzada durant el 6 de juny de 1944, des del moment del salt fins a la nit.